# Anastatus thoreauini
Anastatus thoreauini är en stekelart som beskrevs av Girault 1917. Anastatus thoreauini ingår i släktet Anastatus och familjen hoppglanssteklar. Inga underarter finns listade.